# Peprilus paru
Peprilus paru, vrsta morske ribe iz porodice plotica (Stromateidae) raširena u obalnim vodama zapadnog Atlantika, od sjeveroistočnog SAD-a do Rio de Janeira, Brazil. 
To je manja riba dužine do 30 centimetara (uobičajeno 18), srebrne boje, i na cijeni po kvalitetnom mesu, pa je državama uz čije obale živi važan izvor hrane, a tržišno je poznata kao butterfish. Na tržnicama se prodaje se svježa i smrznuta. Sjedinjene Države izvoze je prvenstveno u Japan. Usprkos tome nema evidencija da joj je populacija u opadanju.
Mlada riba zadržava se u plitkim obalnim vodama, često ispod plutajućeg korova i korijenja, a prvenstveno se hrani planktonom, dok odrasla riba živi na dubinama od 15 pa do 136 metara, obično između 50-70 m., a hrani se manjim ribama, rakovima, crvima i meduzama.

## Sinonimi
- Stromateus paru Linnaeus, 1758
- Chaetodon alepidotus Linnaeus, 1766
- Peprilus alepidotus (Linnaeus, 1766)
- Peprilus alepidatus (Linnaeus, 1766), greška u pisanju